# گونسالو تورنته مالویدو
گونسالو تورنته مالویدو (گالیسی: Gonzalo Torrente Malvido؛ ۴ آوریل ۱۹۳۵ – ۲۶ دسامبر ۲۰۱۱) یک نویسنده، و فیلم‌نامه‌نویس اهل اسپانیا بود.